# معركة ستينكيرك

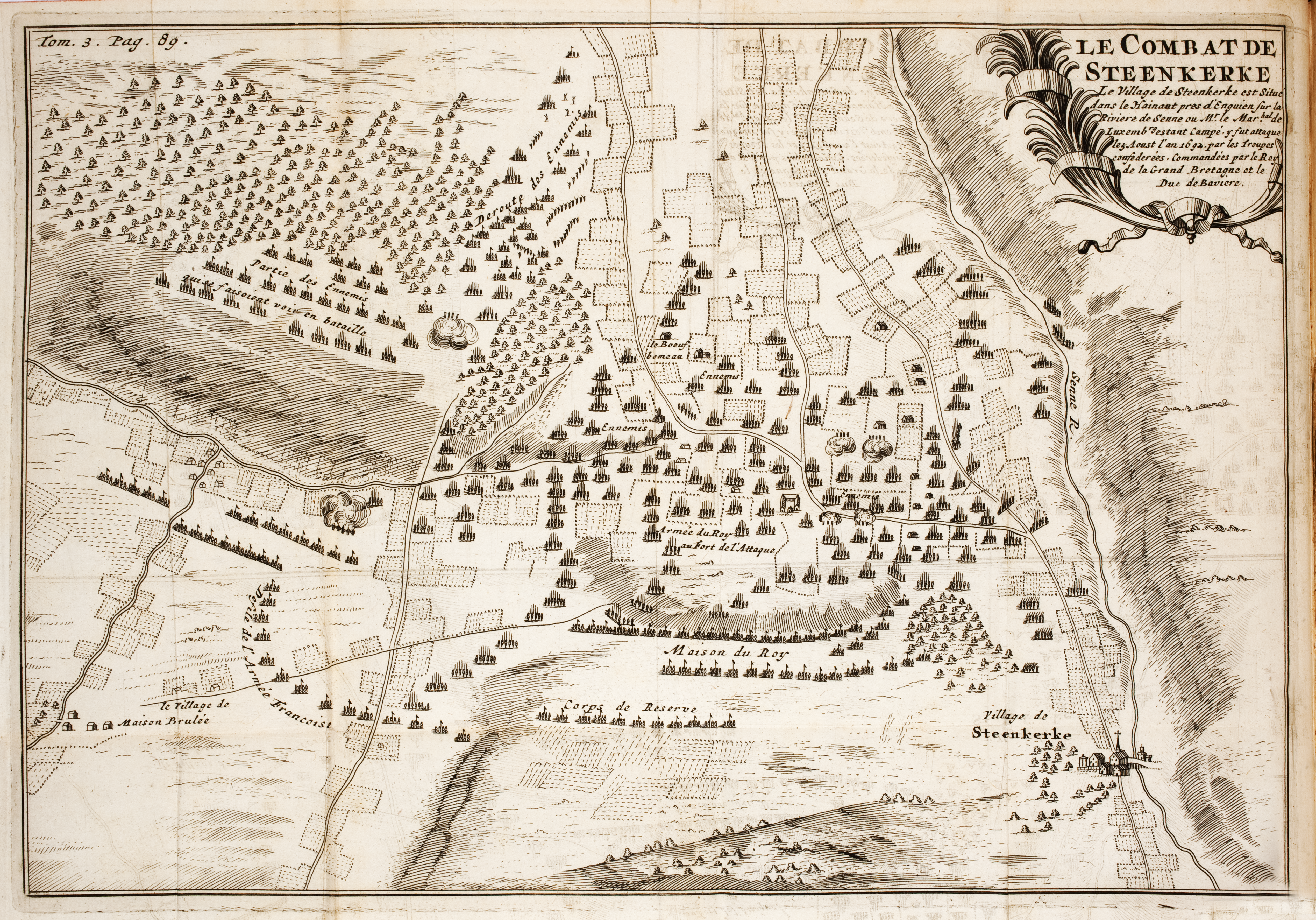
خريطة معركة ستينكيرك

معركة ستينكيرك (بالإنجليزية: Battle of Steenkerque)‏ هي معركة وقعت في 3 أغسطس 1692 ، كجزء من حرب السنوات التسع ، وأسفرت المعركة عن انتصار القوات الفرنسية تحت قيادة المارشال فرانسوا هنري دي مونتمورينسي، دوك دو لوكسمبورغ ضد جيش متحالف من اسكتلندا- إنجلترا الدنمارك-قوات ألمانيه مشترك بقيادة الأمير ويليام أوف أورانج ووقعت المعركة بالقرب من قرية ستينكيرك في جنوب هولندا ، والتي تبعد نحو 50 كيلومتر (31 ميل) جنوب غرب بروكسل ،ستينكيرك هي الآن جزء من بلدية برايني ليكومتي البلجيكية .

## مقدمة
بعد ان حقق الفرنسيون هدفهم المباشر عن طريق الاستيلاء على نامور ، اتخذ الفرنسيون، الذين لا يرغبون في القتال، موقعًا دفاعيًا قويًا وفقًا للطرق الإستراتيجية في ذلك الوقت، وكان افتراضهم أن العدو لن يجرؤ على مهاجمته.
حل ويليام الثالث محل والدك كقائد أعلى للحلفاء (إنجلترا-اسكتلندا-الدنمارك -ألمانيا)، كان الجيش المتحالف والمتمركز في هالي مكون من 20 فوجًا بريطانيًا في جيش الحلفاء، منهم ثمانية أفواج اسكتلندية، بما في ذلك فوج ماكاي الشهير، الذي هبط مع ويليام في تورباي في عام 1688. قرر الحلفاء، مفاجأة جزء من قوات العدو الفرنسي ووفقًا لذلك، قام ويليام بتحريك جيشه قبل الفجر في 3 أغسطس وفاجأ الفرنسيين عند ستينكيرك، قام الحلفاء بتضليل الفرنسيين من خلال إجبار جاسوس فرنسي مزدوج على إعطاء دوق لوكسمبورغ أخبارًا كاذبة، كانت المعارك في القرن السابع عشر وحسب تطور الإمكانيات العسكرية حينها، ولتفادي الخسائر في الأرواح الثمينة، لذا كانت المعارك الحاسمة العامة تعتبر غير مرغوبه، وكان انتصارًا بارزًا على جزء من قوات العدو، الفكرة التكتيكية الأفضل بالنسبة للجنرالات.

## المعركة

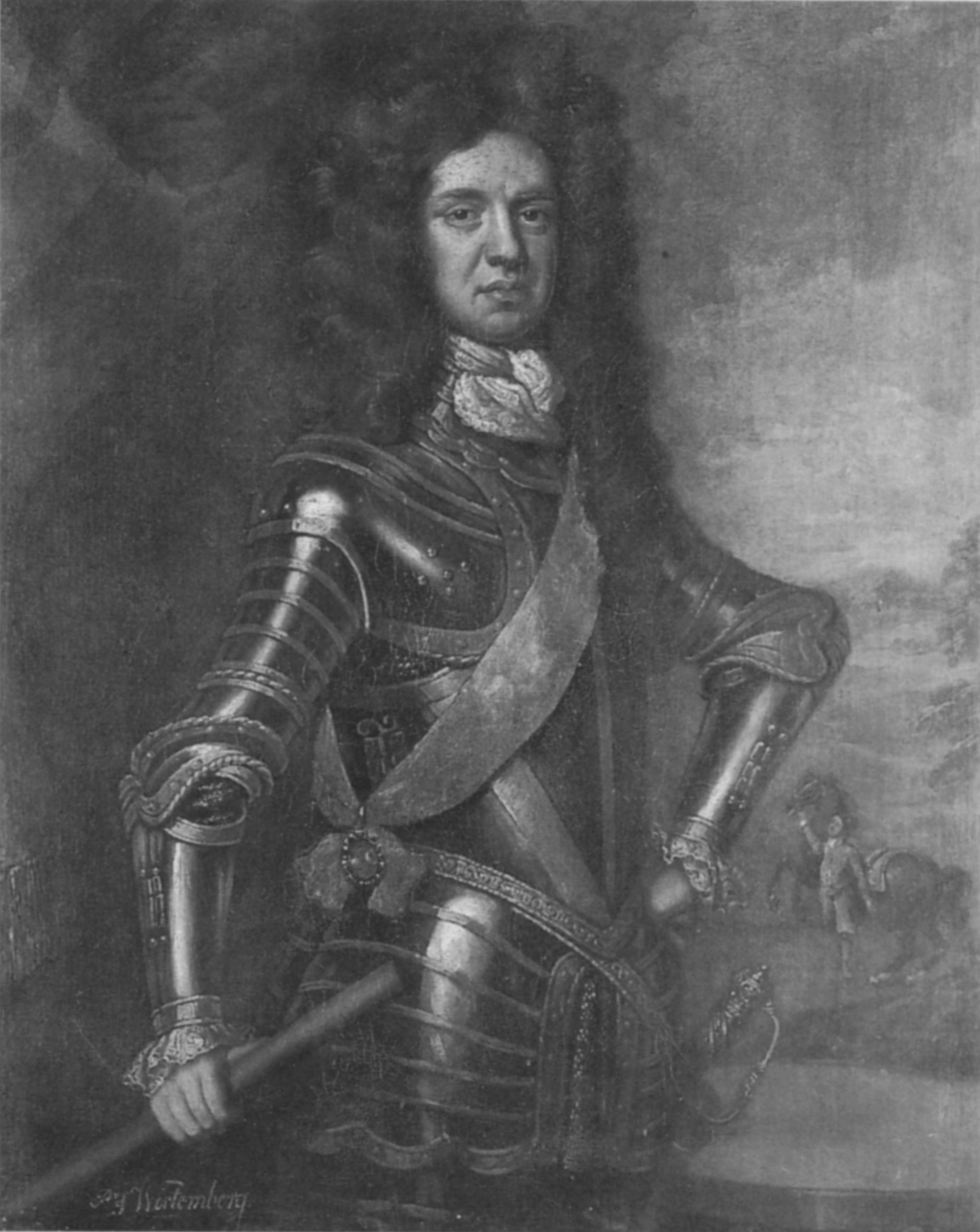
دوق فورتمبيرغ

انتشرت قوات الحلفاء المتقدمة بقيادة دوق فورتمبرغ، بصمت حوالي الساعة 5:00   بالقرب من معسكرات الفرنسية، فوجئ لوكسمبورغ اعتمادا علي أن الهجوم في مثل هذا الموقف الفرنسي القوي بدا مستبعدًا جدًا، كان الجسم الرئيسي للجيش الفرنسي يحتاج لإعادة التشكيل نظرا لوجود الغابات حول ساحة المعركة ومع ذلك، قام قوة كوميت ديمونتال الفرنسية ذات الخبرة العالية بإيقاف هجوم الحلفاء الأولي لفترة كافية لتمكين لوكسمبورغ من إعادة تشكيل قواته الرئيسية. 
تم الدفع بالقوة الرئيسية للحلفاء ولكن كان ضاع الكثير من الوقت الثمين، وفي 9:00   صباحا بدأ الحلفاء في تضيق الخناق علي الفرنسيون بشكل منهجي على الجانب الآخر عمل الفرنسيون بقوة محمومة لتشكيل خط معركة قوي، سارت القوه الرئيسية للحلفاء بالترتيب المعتاد على شكل جناح من سلاح الفرسان بالمقدمة، ومن ثم تتبعه قوات المشاة، وأخيرا جناح آخر من سلاح الفرسان في ذيل عامود الهجوم ولكن عند وصولهم إلى ميدان المعركة، تباعد سلاحي المشاة والفرسان للحلفاء سريعة وذلك لأن الأرض كانت مناسبة لقوات المشاة فقط.
لاحقا لم يتم تعزيز كتائب الحلفاء المتقدمه إلا الساعة 12:30 على الرغم من أن الحرس المتقدم كان بالفعل تحت النيران لمدة تسع ساعات، إلا أن هجومه اكتسح أول خط فرنسي أمامه، البريطانيون والدنماركيون تقدموا بعناد والخطين الثاني والثالث من المشاة الفرنسية تراجعوا أمامهم ورغم ذلك، فان لوكسمبورغ كان يحشد بسرعة كل قوته لسحقهم، ولكن سرعان ما حصل ارتباك بين قادة الحلفاء بسبب كيفية إدارة المعركة.

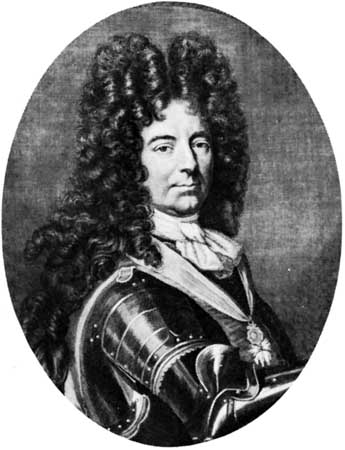
لويس فرانسوا دي بوفلرز

أمر الكونت سولمز سلاح الفرسان بالتقدم إلى الأمام، لكن الرجال، الذين بالكاد كانوا قادرون على التحرك عبر الطرق السيئة، أغلقوا الطريق أمام المشاة البريطانيون واخيرا وبعد ضغط علي سولمز والجنرالات الهولنديين، استطاع قوات المشاة التقدم إلى الأمام، رفض سولمز، ، بناء على هذه الخلافات مع البريطانيون الاستماع إلى جميع النداءات من القوات التي كانت تحتاج للدعم، حيث لم تُبذل أي محاولة منه لمهاجمة وسط ويسار الجيش الفرنسي، والذي كان على الجانب الآخر، يسارع الفوج تلو الفوج، للمشاركة في القتال، وأيضا عارض الجنرال هيو ماكاي أمر ويليام قائد الحلفاء بإنه علي المشاة المضي قدمًا، وتوقف سلاح الفرسان .
خلاة الأزمة، لم يتردد القائد الفرنسي لوكسمبورغ في إلقاء كل قوات الفرنسيين والسويديين في المعركة، وبقيادة أمراء البيت الملكي تم دفع المزيد من القوات وبعد هذا الجهد الكبير من الفرنسيون، تراجع الحلفاء .
حيث امر ويليام قائد الحلفاء بتراجع عام لقواته ولكن الجيش الفرنسي، الذي كان يعاني من اضطراب شديد ويعاني من خسائر فادحة، لم يكن من المناسب له متابعة مهاجمة الحلفاء المنسحبين.

## بعد المعركة
أكثر من 8000 رجل من بين حوالي 15000 شاركوا على جانب الحلفاء قتلوا وجرحوا، كانت خسائر الفرنسيين مساوية تقريبا من قوة أكبر بكثير مشاركة بالقتال واكد جنود معاصرون أن ستينكيرك كانت أصعب معركة خاضها المشاة في تلك الحرب حيث ان خمسة أفواج من القوات البريطانية دمرت تماما، وقتل قائدهم الجنرال هيو ماكاي .
ألقى البريطانيون باللوم في خسائرهم الكبيرة على عدم كفاءة الجنرال الهولندي كونت سولمز في قيادة فرسان الحلفاء.